# Ernst Adam (Schriftsteller)
Ernst Adam (Pseudonyme: Ernst A. Dam, Ernst Adam Dam; * 24. April 1879 in Gelsenkirchen; † 28. Januar 1919 in Gelsenkirchen) war ein deutscher Schriftsteller.

## Leben
Ernst Adam war der Sohn eines Lehrers. Er besuchte das Realgymnasium in Gelsenkirchen bis zur Mittleren Reife. Anschließend arbeitete er 2 Jahre in Betrieben der Ruhrindustrie. Von 1899 bis 1902 war er Student an der Technischen Hochschule Darmstadt, wo er auch geistes- und wirtschaftswissenschaftliche Vorlesungen hörte. Er brach das Studium ab und lebte in den folgenden Jahren als Journalist und freier Schriftsteller in Gelsenkirchen, von 1908 bis 1910 in Essen und zuletzt wieder in Gelsenkirchen.
Ernst Adam ist Verfasser einer Reihe von Erzählungen, die größtenteils im Arbeitermilieu des Ruhrbergbaus angesiedelt sind.

## Werke
- Wilde Liebe. Erzählung. Schmidt, Zürich 1904. (Unter dem Namen Ernst A. Adam)
- Heidezauber und Mädchenliebe. Roman. Schröder, Berlin 1905. (Unter dem Namen Ernst A. Dam)
- Arbeit und Leben. Bilder und Geschichten aus dem Ruhrkohlenbezirk. Fredebeul & Koenen, Essen-Ruhr 1910.